# Austin K2
Der Austin K2/Y war ein schwerer britischer Militärkrankenwagen.

## Beschreibung
Die Austin Motor Company stellte das Fahrzeug im Zweiten Weltkrieg baute. Die Konstruktion war bei den britischen, amerikanischen und auch bei Truppen aus den Staaten des Commonwealth beliebt. Im hinteren Aufbau von Mann Egerton konnten zehn Verletzte sitzend oder vier Krankentragen transportiert werden. 13.000 Austin-K2/Y Krankentransportwagen wurden insgesamt gebaut, wovon heute noch etwas mehr als 50 existieren. 
Als Austin K2 wurde das Modell ab 1939 bis 1945 als ziviler LKW und Kastenwagen produziert. Wie beim K2/Y kam ein Sechszylinder–3462–cm³–Ottomotor zum Einsatz, wodurch eine Höchstgeschwindigkeit von 80 km/h erreicht wurde. Der Nachfolger Austin Loadstar wurde ab 1949 produziert.

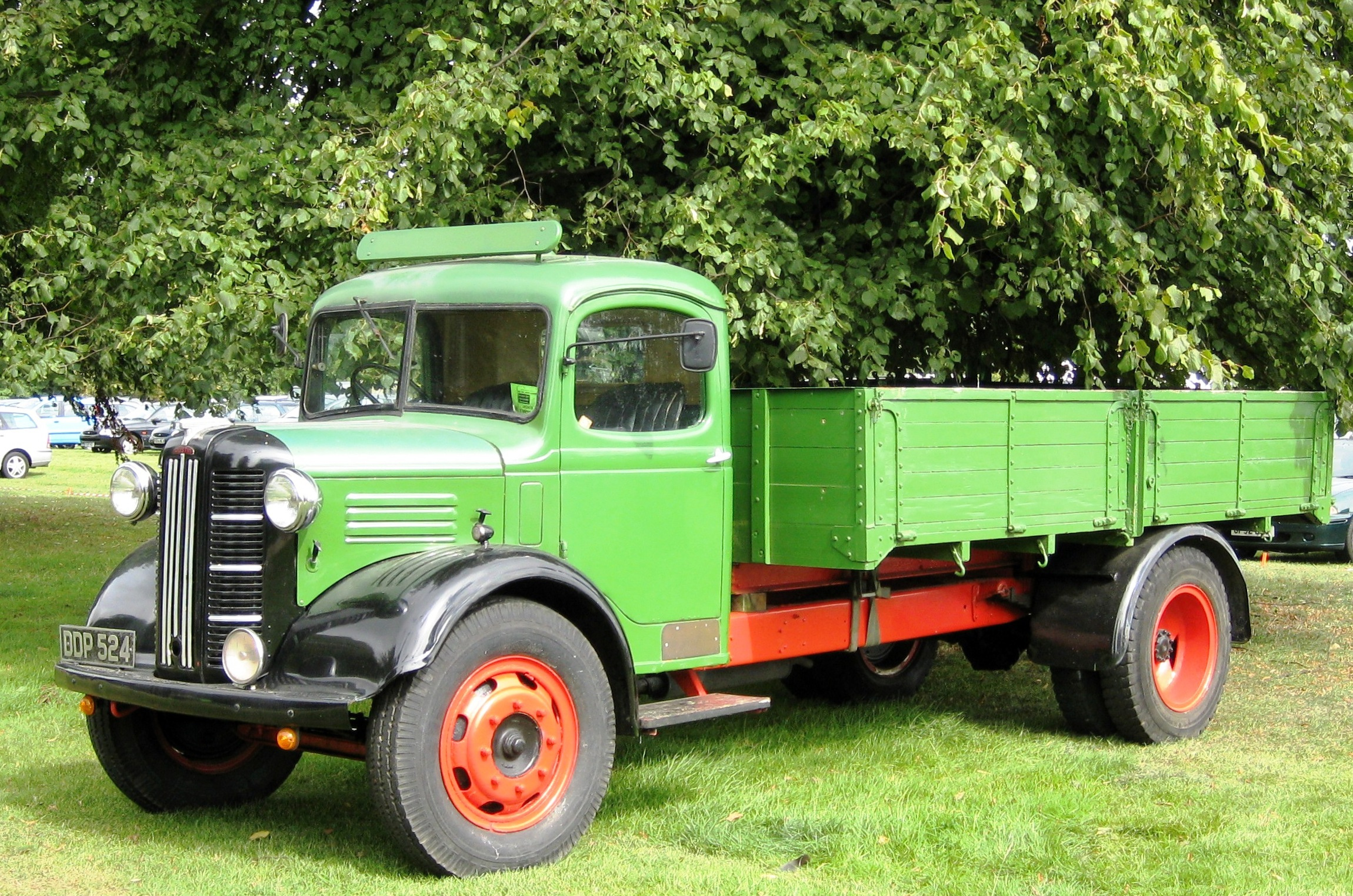
Austin K2 als Pritschenwagen

## Trivia
Der Krankentransportwagen ist in dem Film Eiskalt in Alexandrien – Feuersturm über Afrika mit Sir John Mills zu sehen.
Königin Elisabeth II. fuhr diesen Typ  während ihres Militärdienstes im Zweiten Weltkrieg.